# Stereodon subjulaceum
Stereodon subjulaceum là một loài Rêu trong họ Hypnaceae. Loài này được (Molendo) Loeske & Osterwald mô tả khoa học đầu tiên năm 1907.